# Guy D. Goff
Guy D. Goff (Clarksburg, 1866. szeptember 13. – Thomasville, 1933. január 7.) amerikai jogász és politikus, aki 1925 és 1931 között az Amerikai Egyesült Államok Nyugat-Virginia államának szenátora volt. Azt megelőzően Wisconsin állam keleti körzetének  ügyésze volt, és különböző pozíciókban dolgozott a Szövetségi Igazságügyi Minisztériumban. Goff annak a politikai dinasztiának a tagja volt, amelyet apja, Nathan Goff, szintén nyugat-virginiai szenátor hozott létre. A nyugat-virginiai Clarksburgben született, iskolái elvégzése után a williamsburgi William and Mary College-ba járt. A Kenyon College-ban (az ohiói Gambierben) 1888-ban, majd a Harvard Egyetem jogi karán 1891-ben szerzett diplomát; még ugyanabban az évben felvételt nyert az ügyvédi kamarába, és a massachusettsi Bostonban kezdett praktizálni.